# 倉敷市立児島小学校
倉敷市立児島小学校（くらしきしりつ こじましょうがっこう）は、岡山県倉敷市児島柳田町（児島地区）にある公立小学校。
校名には「児島」を冠しているが、実際は児島の中心部から3kmほど北に離れた小田川の谷間に位置する。

## 沿革
- 1873年（明治6年）9月 - 観瀾小学校が開校。
- 1889年（明治22年）9月 - 小田尋常小学校と改称。
- 1911年（明治44年）4月 - 小田尋常高等小学校と改称。
- 1928年（昭和3年）11月 - 児島町尋常高等小学校と改称。
- 1941年（昭和16年）4月1日 - 国民学校令により、児島町国民学校に改称。
- 1947年（昭和22年）4月1日 - 学制改革により、児島町立児島小学校に改称。また校内に児島町立児島中学校（現・倉敷市立児島中学校）が開校、同校校舎の完成まで同居した。
- 1948年（昭和23年）4月1日 - 町村合併・市制施行に伴い、児島市立児島小学校と改称。
- 1963年（昭和38年）7月 - プール（旧）竣工。
- 1967年（昭和42年）2月1日 - 児島市が倉敷市と合併したのに伴い、倉敷市立児島小学校と改称。
- 1972年（昭和47年）4月 - 倉敷市立緑丘小学校を分離。但し同校校舎が未完成のため、翌年5月まで同居した。
- 1973年（昭和48年）11月 - 本校創立100周年記念式典を挙行。
- 1990年（平成2年）6月 - 新プール竣工。

## 通学区域
- 倉敷市
  - 児島柳田町（1番～100番を除く）、児島小川町、児島小川1丁目～9丁目、児島稗田町（中津山地区）

卒業生は基本的に倉敷市立児島中学校へ進学する。

## 周辺
- 児島小川郵便局
- 小田川
- 岡山県道268号白尾塩生線

1972年まで、下津井電鉄が学校西側を走っており、付近に柳田駅があった。廃線跡はサイクリングロードとなっている。

## アクセス
- JR本四備讃線 上の町駅から西へ1.5km
- 下電バス 児島小学校前バス停にて下車

## 通学区域が隣接している学校
- 倉敷市立味野小学校
- 倉敷市立本荘小学校
- 倉敷市立緑丘小学校
- 倉敷市立琴浦西小学校
- 倉敷市立琴浦南小学校